# Justicia chamaeranthemodes
Justicia chamaeranthemodes là một loài thực vật có hoa trong họ Ô rô. Loài này được (Kuntze) T.F. Daniel mô tả khoa học đầu tiên năm 1993.